# يوفيميو كابرال
يوفيميو كابرال (بالإسبانية: Eufemio Cabral)‏ مواليد 21 مارس 1955 في أسونسيون، هو لاعب كرة قدم باراغواياني. يلعب في مركز الوسط. سبق له أن لعب في كأس العالم لكرة القدم مع منتخب بلاده في مونديال عام 1986.

## المسيرة الاحترافية

### أندية لعب لها
- نادي فالنسيا
- راسينغ سانتاندير
- نادي ألميريا
- نادي إيركوليس
- نادي غواراني (نادي كرة قدم)
- نادي ريو أفي

## روابط خارجية
- يوفيميو كابرال على موقع الاتحاد الدولي (مؤرشف)  (الإنجليزية)
- يوفيميو كابرال على موقع قاعدة بيانات كرة القدم.إي يو (الإنجليزية)
- يوفيميو كابرال على موقع ناشيونال فوتبول تيمز (الإنجليزية)
- يوفيميو كابرال على موقع عالم كرة القدم.نت (الإنجليزية)